# Championnats d'Afrique d'Optimist
 (août 2025).
La mise en forme du texte ne suit pas les recommandations de Wikipédia : il faut le « wikifier ».
Les points d'amélioration suivants sont les cas les plus fréquents :
- Les titres sont pré-formatés par le logiciel. Ils ne sont ni en capitales, ni en gras.
- Le texte ne doit pas être écrit en capitales (les noms de famille non plus), ni en gras, ni en italique, ni en « petit »…
- Le gras n'est utilisé que pour surligner le titre de l'article dans l'introduction, une seule fois.
- L'italique est rarement utilisé : mots en langue étrangère, titres d'œuvres, noms de bateaux, etc.
- Les citations ne sont pas en italique mais en corps de texte normal. Elles sont entourées par des guillemets français : « et ».
- Les listes à puces sont à éviter, des paragraphes rédigés étant largement préférés. Les tableaux sont à réserver à la présentation de données structurées (résultats, etc.).
- Les appels de note de bas de page (petits chiffres en exposant, introduits par l'outil «  Source ») sont à placer entre la fin de phrase et le point final[comme ça].
- Les liens internes (vers d'autres articles de Wikipédia) sont à choisir avec parcimonie. Créez des liens vers des articles approfondissant le sujet. Les termes génériques sans rapport avec le sujet sont à éviter, ainsi que les répétitions de liens vers un même terme.
- Les liens externes sont à placer uniquement dans une section « Liens externes », à la fin de l'article. Ces liens sont à choisir avec parcimonie suivant les règles définies. Si un lien sert de source à l'article, son insertion dans le texte est à faire par les notes de bas de page.
- La présentation des références doit suivre les conventions bibliographiques. Il est recommandé d'utiliser les modèles {{Ouvrage}}, {{Chapitre}}, {{Article}}, {{Lien web}} et/ou {{Bibliographie}}. Le mode d'édition visuel peut mettre en forme automatiquement les références.
- Insérer une infobox (cadre d'informations à droite) n'est pas obligatoire pour parachever la mise en page.

Pour une aide détaillée, merci de consulter Aide:Wikification.
Si vous pensez que ces points ont été résolus, vous pouvez retirer ce bandeau et améliorer la mise en forme d'un autre article.
 (août 2025).
Les championnats d'Afrique d'Optimist est une régate annuelle de voile de catégorie Optimistorganisée par l'Association internationale de dériveurs Optimist. C'est l'une des plus grandes régates de la catégorie Optimist, si ce n'est la plus importante,,,

## Éditions
| ,       | ,     | ,              | ,              | ,                         |
| Edition | Année | Ville          | Pays           | Date                      |
| ------- | ----- | -------------- | -------------- | ------------------------- |
| 1       | 2001  | Alexandria     | Égypte         | 30 juin - 8 juillet       |
| 2       | 2002  | Mohamedia      | Maroc          | 18 au 25 juillet          |
| 3       | 2003  | Port Elizabeth | Afrique du Sud |                           |
| 4       | 2005  | Dar es Salaam  | Tanzanie       |                           |
| 5       | 2006, | Alexandria     | Égypte         |                           |
| 6       | 2008  | Grand Baie     | Maurice        | 10 - 16 août              |
| 7       | 2009  | Richards Bay   | Afrique du Sud | 11 - 19 juillet           |
| 8       | 2010  | Kilifi         | Kenya          | 31 juillet - 8 août       |
| 9       | 2011  | Hammamet       | Tunisie        | 1 - 9 octobre             |
| 10      | 2012  | Dar es Salaam  | Tanzanie       | 18 - 26 août              |
| 11      | 2013  | Langebaan      | Afrique du Sud | 10 -18 août               |
| 12      | 2014  | Agadir         | Maroc          | 10 - 17 octobre           |
| 13      | 2015  | Oran           | Algérie        | 30 septembre - 8 octobre  |
| 14      | 2016  | Luanda         | Angola         | 6 - 14 octobre            |
| 15      | 2017  | Alexandria     | Égypte         | 29 juin -6 juillet        |
| 16      | 2018  | Maputo         | Mozambique     | 25 November - 1 December  |
| 17      | 2019  | Victoria Mahe  | Seychelles     | 25 août - 1er septembre   |
| 18      | 2022  | Cape Town      | Afrique du Sud | 1er octobre- 24 septembre |
| 19      | 2023  | M'diq          | Maroc          | 2 - 9 mai                 |
| 20      | 2024  | Victoria Mahe  | Seychelles     | 12 - 19 octobre           |
| 21      | 2025, | Dar es Salaam  | Tanzanie       | 2 - 9 août                |

## Palmarès

### Palmarès Championnat d'Afrique Garçons
| Éditions | Or                     | Argent               | Bronze                    |
| -------- | ---------------------- | -------------------- | ------------------------- |
| 2001     | Abdallah Lalaoui       | Abdelhamid Ziani     | Tayeb Bourai              |
| 2002     | Rudy Mcneill           | Tayeb Bourai         | Hamza Lboukili            |
| 2003     | Larkens Aaron          | Rudy McNeil          | Brett Stirk               |
| 2005     | Ahmed Ragab            | Wassim Ziani         | Amine Midoum              |
| 2006     | Ahmed Ragab            | Ashwynn Daniels      | Timothy Manley            |
| 2008     | Mohamed Benouali       | Antoine Gerard       | Mohamed Ziad El Bokl      |
| 2009     | Zakaria Khoualed       | Alex Lehtinen        | Tarick Nielsen            |
| 2010     | Tarick Nielsen         | Maxim Sanders        | Paulo Amaral              |
| 2011     | Abdelkhalek Boussaouar | David Wilson         | Chaaben Dhiaeddine        |
| 2012     | David Wilson           | Andre Filipe         | Abdelkhalek Boussaouar    |
| 2013     | Calvin Gibbs           | Georgou Divaris      | Diogo Sanches             |
| 2014     | Diogo Sanches          | Jeremias De Sousa    | Abdelfettah Fares         |
| 2015     | Hichem Mokhtari        | Diogo Sanches        | Mohamed Kebaili           |
| 2016     | Osvaldo Da Gama        | Matt Gavin Ashwell   | Lourenco Simao            |
| 2017     | Graciano Novaes        | Osvaldo Da Gama      | Mahmoud El Tanboly        |
| 2018     | Ashwell Matt           |                      |                           |
| 2023     | Mohamed Dadach         | Augusto Luis Amaro   | Mohamed Elomrani          |
| 2024     | Joshua Keytel          | Paulo Francisco João | Francisco Cardoso Cândido |
| 2025     | Joshua Keytel          | Paulo Francisco João | Abubakhar Mpondi          |

### Palmarès Course par équipes
| Éditions | Or | Argent                                                                   | Bronze                                                                           |
| -------- | --- | ------------------------------------------------------------------------ | -------------------------------------------------------------------------------- |
| 2002     | Afrique du Sud Rudy Mcneill Aaron Larkens Phellipa Baer                                                                   | Égypte Dina Ramadan Rania Ramadan Osama Ahmed Salem                      | Maroc Hamza Lboukili Hamza Bzioui Sara Elferdaoussi                              |
| 2003     | Afrique du Sud | Algérie                                                                  | Égypte                                                                           |
| 2005     | |                                                                          | Algérie                                                                          |
| 2006     | Algérie | Égypte                                                                   | Afrique du Sud                                                                   |
| 2008     | Algérie Imane Cherif Sahraoui Mohamed Benouali Zakaria Khoualed Bilal Nedjari Yanis Cherif Sahraoui                       | Afrique du Sud                                                           | Maurice                                                                          |
| 2009     | Afrique du Sud | Angola                                                                   | Tunisie                                                                          |
| 2010     | Algérie Imene Cherif Sahraoui Mehdi Zemmour Brahim Rabti Islam Azzedine Khoualed Abdelkhalek Boussouar Seifeddine Soukeur | Tunisie                                                                  | Kenya                                                                            |
| 2011     | Algérie | Tunisie Houssem Bouafif Dhia Chaabane Selim Fekih Ines Gmati Rami Ridène |                                                                                  |
| 2012     | |                                                                          | Algérie                                                                          |
| 2013     | | Algérie                                                                  |                                                                                  |
| 2016     | Angola Osvaldo da Gama Decaprio Fernandes Lourenço Simão Aline Lourenço João Luacuti                                      | Algérie Anis Harouz Mohamed Lazreg Hicham Mokhtari Oussama Bendjaoui     | Mozambique Jeremias Mazoio Titos Cossa Abel Manhique Eric Macamo Denise Parruque |
| 2018     | Mozambique | Angola                                                                   | Afrique du Sud                                                                   |
| 2024     | Angola | Afrique du Sud                                                           | Tanzanie                                                                         |
| 2025     | Maroc | Angola                                                                   | Afrique du Sud                                                                   |